# Hemilepistus fedtschenkoi
Hemilepistus fedtschenkoi är en kräftdjursart som först beskrevs av Uljanin 1875.  Hemilepistus fedtschenkoi ingår i släktet Hemilepistus och familjen Trachelipodidae. Inga underarter finns listade i Catalogue of Life.